# Perrhenate
Perrhenate sind chemische Verbindungen und die Salze und Ester der Perrheniumsäure HReO4. Die Perrhenat-Salze enthalten das  Perrhenat-Anions ReO4−.

## Gewinnung und Darstellung
Die Reaktion einer Base und der Perrheniumsäure lässt das Perrhenat-Anion herstellen.
{\displaystyle {\ce {OH- + HReO4 -> ReO4- + H2O}}}
Beispiele:
{\displaystyle {\ce {NaOH + HReO4 -> NaReO4 + H2O}}}
Natriumhydroxid und Perrheniumsäure reagieren zu Natriumperrhenat und Wasser.
{\displaystyle {\ce {NH3 + HReO4 -> NH4ReO4 + H2O}}}
Ammoniak und Perrheniumsäure reagieren zu Ammoniumperrhenat und Wasser.

## Eigenschaften
Das Perrhenat-Ion besitzt wie das Perchlorat-Anion einen tetraedrischen Aufbau. Die Perrhenat-Salze besitzen je nach Kation eine andere Farbe. Das Pertechnetat-Anion TcO4− hat Ähnlichkeiten mit dem Perrhenat-Ion bezüglich seiner Chemie. Das Anion ist über einem großen pH-Bereich stabil. Bei einem sehr hohen pH-Wert entsteht auch ReO53−. Es wurde auch beobachtet, dass ReO4− stärker koordiniert als das Perbromat-Ion BrO4− oder das Perchlorat-Ion ClO4−, aber im Gegensatz zum Bromid Br− oder Chlorid Cl− die Koordination schwächer ist.